# 西川明雅
西川 明雅（にしかわ あきまさ）は江戸時代後期の佐渡奉行所地役人。『佐渡年代記』『佐渡志』を編纂した。

## 経歴
安永7年（1778年）西川恒山と仁木門右衛門娘の間の子として生まれた。寛政4年（1792年）部屋住みから御役所見習となり、2人扶持を受けた。寛政5年（1793年）書役、寛政9年（1797年）床屋定番役、寛政12年（1800年）目付役助、享和元年（1801年）目付役。
文化2年（1805年）父西川恒山の跡を継ぎ、文化4年（1807年）山方役に転じた。文化5年（1808年）前年分江戸上納金銀宰領、地方・銀山方勘定仕上のため江戸に赴任し、文化6年（1809年）4月29日江戸城植溜で若年寄衆に剣術を披露し、同年帰郷して公事方役となった。
文化13年（1816年）広間役次席、文政3年（1820年）広間役当分助兼公事方役、文政5年（1822年）広間役助、文政9年（1826年）与力格広間役。天保元年（1830年）病気のため退職し、12月28日53歳で病没した。

## 著書
- 『佐渡年代記』 - 慶長6年（1601年）から天保9年（1838年）までの佐渡奉行所の記録。死後原田久通によって書き継がれた[4]。
- 『佐渡志』 - 文化年間田中美清と編集し、死後その子藤木福穂によって校訂された[5]。
- 『佐渡之夢』 - 『佐渡年代記』改題。三輪四郎左衛門正義補記[6]。